# Chiesa di Santa Maria de Armenis
La chiesa rupestre di Santa Maria de Armenis è un luogo di culto che si trova all'interno dei Sassi di Matera.

## Descrizione
Della chiesa si ha nozione documentaria già nel 1093, anno in cui a Matera soggiornò per diversi mesi papa Urbano II, il quale durante la sua permanenza concesse indulgenze ai fedeli in visita alla chiesa di Santa Maria de Armenis. Fa parte di un antico cenobio benedettino e sembra essere stata denominata così in seguito allo stanziamento di comunità armene a Matera.
La facciata, in stile tardo romanico, è sormontata da alcuni archetti ciechi mentre sulla porta d'ingresso vi è un arco a tutto sesto dove è incisa l'epigrafe Santa Maria de Armenis.
L'interno è composto da tre navate absidate con arcate e pareti che conservano tracce di antichi affreschi, colonne a capitello trapezoidale, ed un cortile a cui si accede da un portale decorato dove si affacciano gli ambienti dell'antico monastero. Dal 1660 al 1774 ospitò la confraternita di San Francesco da Paola e successivamente fu accorpata al Seminario di Palazzo Lanfranchi.

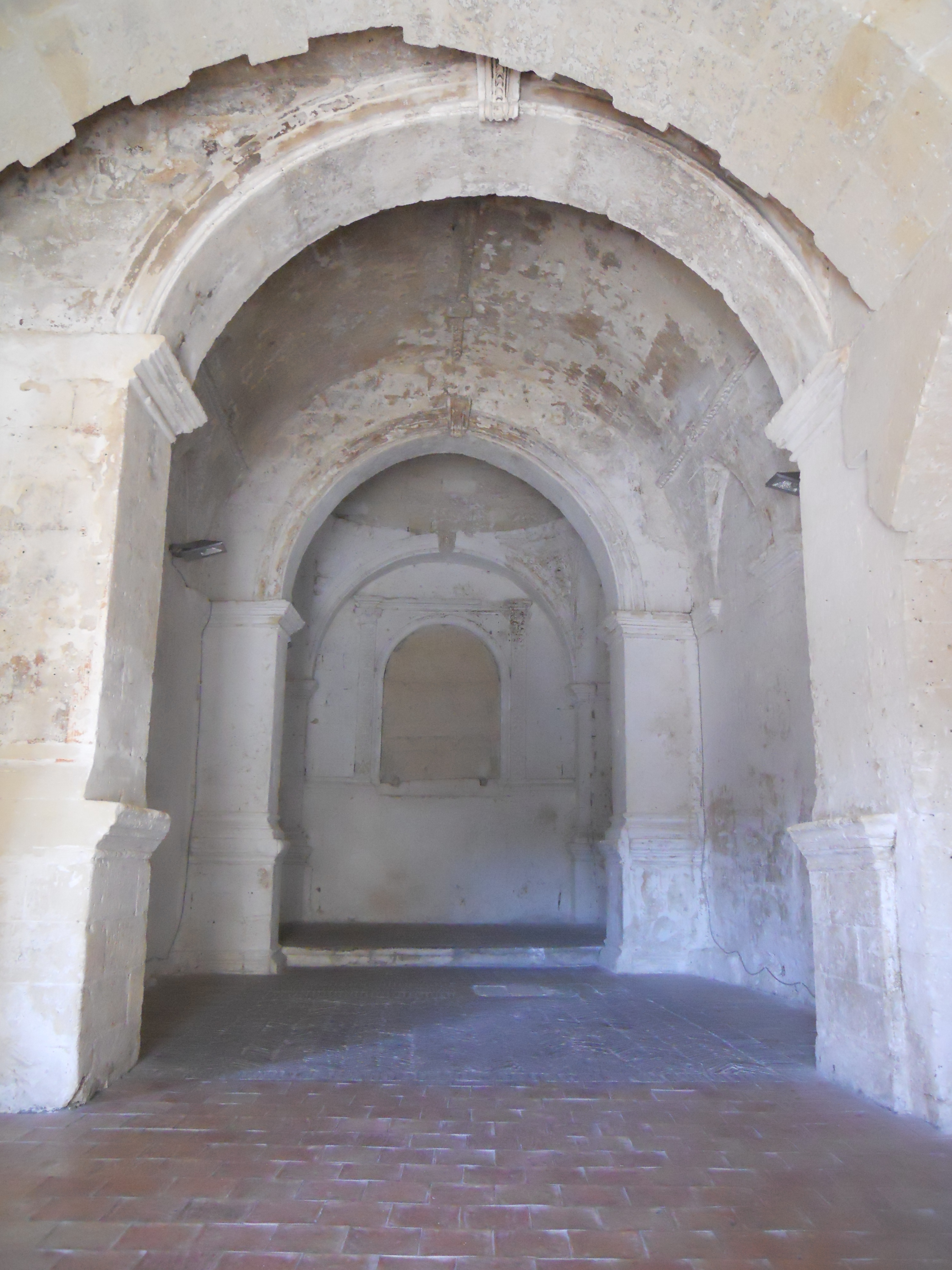
Interno della chiesa